# 1975 en littérature
| Années de la littérature : 1972 - 1973 - 1974 - 1975 - 1976 - 1977 - 1978    |
| Décennies de la littérature : 1940 - 1950 - 1960 - 1970 - 1980 - 1990 - 2000 |

Cet article présente les faits marquants de l'année 1975 en littérature.

## Événements
- 2 novembre : Assassinat de l’écrivain et cinéaste italien Pier Paolo Pasolini.
- La poétesse québécoise Denise Desautels publie son premier recueil : Comme miroirs en feuilles. Illustré par Léon Bellefleur, l'ouvrage paraît aux Éditions du Noroît.

## Parutions

### Bande dessinée
Tous les albums de BD sorti en 1975

### Essais
- Maurice Chatelain, Nos ancêtres venus du cosmos. Ufologie
- Gilles Deleuze (philosophe), Kafka. Pour une littérature mineure, en collaboration avec le psychanalyste Félix Guattari, Les éditions de Minuit (coll. « Critique »), 159 pages.
- B. Mandelbrot, Les Objets fractals, survol du langage fractal, Flammarion, coll. « Champs-Flammarion », 1975 (réimpr. 1984, 1989, 1995).
- Michel Rocard avec Jacques Gallus, L’Inflation au cœur, éd. Gallimard.
- Jaime Semprun, La Guerre sociale au Portugal, Champ Libre.
- Roger Bastide, Le Sacré Sauvage et autres essais, Paris, Payot.

#### Économie
- Joël de Rosnay, Le Macroscope, éd. du Seuil
- Henryk Grossmann, Marx, l'Économie politique classique et le Problème de la Dynamique, préfacé par Paul Mattick, éd. Champ libre.

#### Histoire
- Victor Alba, Histoire du POUM, Le marxisme en Espagne, Éditions Champ libre.
- Jacques Choffel, La Guerre de succession de Bretagne, Paris, Éditions Fernand Lanore, 1975, 192 p. (ISBN 978-7-6300-0356-4, présentation en ligne, lire en ligne)
- Alessandro Galante Garrone, Philippe Buonarroti et les Révolutionnaires du XIXe Siècle, Champ libre.
- Henri Vincenot, La Vie quotidienne des paysans bourguignons au temps de Lamartine, éd. Hachette.

#### Littérature
James Joyce, Lettres à Nora, éd. Rivages poche. Correspondance érotique

### Livres d'art
- Kasimir Malevitch, Écrits, présentés par Andréi Nakov, éd. Champ libre.
- Antonio Morassi, Guardi. Tutti i Disegni di Antonio, Francesco e Giacomo Guardi, éd. en 1975, 458 pages, 680 illustrations.

### Romans et nouvelles
Par ordre alphabétique des noms des auteurs.

#### Auteurs francophones
- Émile Ajar : La Vie devant soi
- Frédéric Dard : La Vie privée de Walter Klozett (San-Antonio)
- Didier Decoin : Un policeman
- René Fallet : Le beaujolais nouveau est arrivé
- Romain Gary : Au-delà de cette limite votre ticket n'est plus valable
- Joseph Joffo : Anna et son orchestre, éd. Jean-Claude Lattès – Prix RTL Grand public.
- Dominique Lapierre : Cette nuit la liberté
- J. M. G. Le Clézio : Voyages de l'autre côté
- Patrick Modiano : Villa Triste
- Michel Mohrt : Les Moyens du bord
- Georges Perec : W ou le Souvenir d'enfance
- Yves Régnier : Paysage de l'immobilité, Gallimard
- Henri Vincenot : Le Sang de l'Atlas, éd. Denoël

#### Auteurs traduits
- Isaac Asimov : Chrono-minets
- Frères Grimm (Jacob Grimm et Wilhelm Grimm) (avec Sybil Capelier et Michel Guiré-Vaka) : Contes
- Karl Kraus : Dits et Contredits, éd. Champ libre.

### Poésie

#### En langue française
- Yves Bonnefoy, Dans le leurre du seuil
- Martine Cadieu, La Mémoire amoureuse, Mortemart, France, Rougerie Éditions, préface de René Char, 1975, 52 p. (BNF 35285369)
- Denise Desautels, Comme miroirs en feuilles, dessin de Léon Bellefleur, Saint-Lambert, Éditions du Noroît, 1975, 90 p.  (ISBN 0885240103)

#### En langue étrangère
- À son retour d'un séjour d'un an en Inde, le poète américain Leonard Nathan publie The Likeness: Poems out of India (Thorpe Springs Press, Berkeley).

## Principales naissances
- 11 avril : Walid Soliman, écrivain et traducteur tunisien, à Tunis.
- 13 août : Andrea Gibson, écrivain américain († 14 juillet 2025).
- 27 octobre : Zadie Smith, romancière britannique, à Brent.
- Date précise inconnue ou non renseignée :
  - Leye Adenle, auteur nigérian de romans policiers.
  - Thomas Pletzinger, écrivain et traducteur allemand.
  - Mélanie Vincelette, romancière et éditrice québécoise.

## Principaux décès
- 4 janvier : Carlo Levi, écrivain et peintre italien (° 29 novembre 1902).
- 7 mars : 
  - Mikhaïl Mikhaïlovitch Bakhtine, historien et théoricien russe de la littérature (°1895),
  - Kate Seredy, autrice américaine d'origine hongroise de livres pour enfants (° 1899).
- 8 juin : Murray Leinster, auteur américain de science-fiction, mort à 78 ans.
- 4 septembre : Jānis Sudrabkalns, poète letton (° 29 mai 1894).
- 20 septembre : Saint-John Perse, poète français, Prix Nobel de littérature en 1960.
- 2 novembre : Pier Paolo Pasolini, écrivain et cinéaste italien (° 1922).
- Violette Bouyer-Karr, écrivain et journaliste française (° 1875).

## Fiction
- C'est le 23 juin 1975 à presque huit heures du soir que se déroule l'action du roman de Georges Perec, La Vie mode d'emploi.